# Salle (Italie)
Pour les articles homonymes, voir Salle (homonymie).
Salle est une commune de la province de Pescara, dans la région Abruzzes, en Italie.

## Administration
| Période                                  | Période  | Identité           | Étiquette | Qualité |
| ---------------------------------------- | -------- | ------------------ | --------- | ------- |
| 14 juin 2004                             | En cours | Florindo Colangelo |           |         |
| Les données manquantes sont à compléter. |          |                    |           |         |

### Hameaux
Salle nuova.

### Communes limitrophes
Bolognano, Caramanico Terme, Corfinio (AQ), Pratola Peligna (AQ), Roccacasale (AQ), Sulmona (AQ), Tocco da Casauria.